# Bíborasztrild
A bíborasztrild vagy feketehasú bíborasztrild (Pyrenestes ostrinus) a madarak osztályának a verébalakúak (Passeriformes) rendjébe, ezen belül a díszpintyfélék (Estrildidae) családjába tartozó  faj.

## Előfordulása
Angola, Benin, Elefántcsontpart, Egyenlítői-Guinea, Gabon, Ghána, Guinea, Kamerun, Kenya, a Kongói Köztársaság, a Kongói Demokratikus Köztársaság, a Közép-afrikai Köztársaság, Nigéria, Dél-Szudán, Tanzánia, Togo, Uganda és Zambia területén honos. Kóborlásai során eljut Gambiába is. Az erdős, szavannás területeket kedveli.

## Alfajai
- Pyrenestes ostrinus ostrinus – (Vieillot, 1805)
- Pyrenestes ostrinus maximus – (Chapin, 1923)
- Pyrenestes ostrinus frommi – (Kothe, 1911)
- Pyrenestes ostrinus rothschildi – (Neumann, 1910)

## Megjelenése
Testhossza 13-14 centiméter. A hím feje, nyaka, melle skarlátvörös, a testoldalak vörösek, a farktollak sötétvörösek, másutt fekete színű. A csőr acélkék színű, a láb barna, a szem barnásvörös, kékes szemgyűrűvel. A tojón a fekete színt olajbarna helyettesíti.

## Szaporodása
Fészekalja 3-5 tojásból áll.